# Adolphe Thiers
Louis-Adolphe Thiers (født 16. april 1797, død 3. september 1877) var en fransk politiker og historiker.
Han var premierminister 1836-1839 og 1840, og præsident 1871-1873.